# زمر
سوره زُمَر سوره ۳۹ از قرآن است و ۷۵ آیه دارد. به مانند دیگر سوره‌های مکی، این سوره در مورد اعتقادات پایه‌ای مسلمانان مانند توحید، معاد، اهمیت قرآن، و نبوت محمد سخن می‌گوید. دعوت به یکتاپرستی خالص شاخص‌ترین پیام این سوره است. بخشی از این سوره نیز در مورد توبه است. نام این سوره از آیهٔ ۷۱ و ۷۳ آن گرفته‌شده‌است و نام دیگر آن غُرَف است.